# Крейтусе, Илга
Илга Крейтусе (Грава) (латыш. Ilga Kreituse (Grava), род. 5 июля 1952 года, Тервете) — латвийский политик и историк. Председатель Сейма Латвии (1995—1996). 

## Биография
Доктор истории. Окончила историко-философский факультет ЛГУ (1977) и аспирантуру исторического факультета МГУ (Москва, 1982). В декабре 1982 года защитила диссертацию на тему «Статистическое обследование крестьянских хозяйств Лифляндской губернии 1913-1914 гг. как исторический источник для изучения социальной структуры крестьянства» по специальности «Par matemātisko metožu izmantošanu vēstures zinātnē» (использование математических методов в истории), научный руководитель — И.Д. Ковальченко. 
Вернувшись в Латвию, работала в своей альма-матер, в Институте истории партии, в Институте истории Академии наук.
Была депутатом 5-го (1993—1995) и 6-го (1995—1998) составов Сейма от Демократической партии «Саймниекс», председателем 6-го Сейма. После выхода из партии «Саймниекс» стала основателем Партии труда, получившей на муниципальных выборах одно место в Рижской думе. Соавтор трех книг и автор тридцати научных публикаций.

## Награды
- Медаль Балтийской ассамблеи (2011)[2].

## Публикации
- (в соавторстве) Общее и особенное в социально-экономическом развитии крестьянства Прибалтики в первые десятилетия XX в. // Социально-политический и культурный облик деревни в его историческом развитии. М., 1980.
- Моделирование социальной структуры крестьянского хозяйства Прибалтики накануне Первой мировой войны // Методологические проблемы синтеза современного научного знания. Рига: ЛГУ, 1981.
- Новый источник по истории крестьянства Прибалтики накануне Первой мировой войны // История СССР. № 3 (1981). С. 119—128.
- Опыт изучения социально-экономической структуры крестьянских хозяйств (на материалах обследований 1913-1914 гг. в Венденском уезде) // Вопросы аграрной истории Прибалтики. Рига: ЛГУ, 1982. С. 157—173.
- [Рец. на: Социально-экономический строй помещичьего хозяйства Европейской России в эпоху капитализма: источники и методы изучения. М.: Наука, 1982] // Вопросы истории. № 9 (1983). С. 125—127.
- (в соавторстве) The Occupation and annexation of Latvia, 1939-1940: Documents and materials. Riga, 1995. — 362 p.
- (в соавторстве) Pagājušo gadu Latvija 1945-1990. Rīga: Zvaigzne ABC, 2009. — 168 lp.